# Бій биків

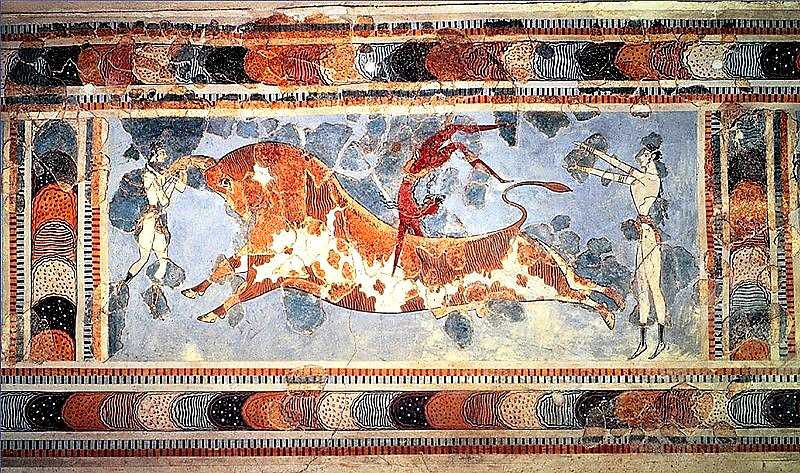
Ігри з биком (розпис палацу в Кноссі)

Бій биків або таврома́хія (грец. ταυρομαχία; від ταῦρος — «бик» + μάχεσθαι — «борюся») — змагання людини з биком (іноді в це поняття може включатися бій між биками або цькування бика). Зараз бій биків практикується в багатьох країнах, найбільш відомий його іспанський різновид — корида.

## Форми сучасної тавромахії
- Іспанська піша корида, також новільяда і комічна корида
- Кінна корида
- Португальська торада
- Енсьєрро
- «Рекорте» (recorte) — в Іспанії — демонстрація прийомів, іноді акробатичних, непрофесіоналами без зброї
- «Вогненні бики» (toros de fuego) — до бика, зараз зазвичай муляжу, прикріпляються феєрверки і петарди, і він переслідує учасників свята
- У Камаргі після забігу биків (енсьєрро) проводяться конкурси raseteurs (аналогічні іспанським «рекорте»), в яких raseteurs, не заподіюючи травм самої тварині, прагнуть зірвати з його рогів кокарди і стрічки спеціальним інструментом. Чим довше вони находяться на рогах бика, тим більше їх вартість.
- Інший різновид французької тавромахії — course landaise з коровами, де одні учасники притримують корову, а інші перестрибують через неї (правила різняться залежно від місцевості).
- У Фуджейрі практикуються бої між биками
- У Тамілнаді існує Джаллікатту, утихомирення бика уручну без його вбивства.